# Wilhelm Siegmann
Friedrich Wilhelm Siegmann (* 16. August 1898 in Oebisfelde; † 15. August 1969 in Braunschweig) war ein deutscher SS-Hauptsturmführer und KZ-Wächter in mehreren Konzentrationslagern.

## Leben
Siegmann nahm als Infanterist der Kaiserlichen Marine am Ersten Weltkrieg teil und gehörte in der Nachkriegszeit einem Freikorps im Baltikum an. Er war von Beruf Schlosser. Er trat 1930 in die NSDAP (Mitgliedsnummer 413.945) und 1932 in die SS (SS-Nr. 49.125) ein. Nachdem Siegmann zur Zeit des Nationalsozialismus ab 1937 zunächst als Stadtinspektor der Gemeindeverwaltung in Hamburg gewirkt hatte, wurde er später im KZ Neuengamme eingesetzt.
Während des Zweiten Weltkrieges übernahm er ab April 1941 die sogenannte „Schutzhaftlagerführung“ des Männerlagers im KZ Ravensbrück. Im Oktober 1940 wurde er in das Konzentrationslager Auschwitz versetzt, wo er als Kompanieführer und später militärischer Ausbilder beim Kommandanturstab tätig wurde. Ab dem 16. Dezember 1943 war er für knapp ein Jahr im KZ Majdanek eingesetzt. In dieser Zeit fungierte der SS-Obersturmführer Siegmann – nach der Übernahme der Zwangsarbeiter-Außenlager bei Bliżyn und bei Radom – de jure als Lagerführer beider Lager. De facto aber wurde das Lager Bliżyn durch Oberscharführer Georg Heller mit einer sogenannten „Übergabekommission“ aus 20 bis 30 Wachmännern geleitet; Siegmann erledigte dort „[...nur] die regelmäßige Dienstaufsicht“. Ab Oktober 1944 „arbeitete“ Siegmann erneut in Auschwitz.
Während der Auschwitzprozesse von 1963 bis 1965 in Frankfurt am Main wurde Siegmann als Zeuge gegen den Angeklagten und Auschwitz-Lagerkommandanten Richard Baer vernommen. Er war nach eigenen Angaben in der Rohproduktenbranche als Angestellter tätig. Siegmann starb 1969, einen Tag vor seinem 71. Geburtstag, in Braunschweig.